# Smoothie

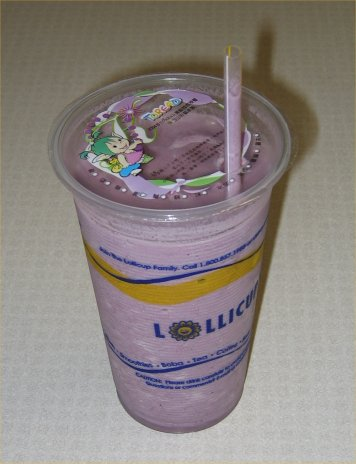
Áfonyasmoothie

A smoothie friss gyümölcsökből vagy zöldségekből pépesítéssel (turmixolással) készült alkoholmentes ital. A friss gyümölcs mellett tartalmazhat még édesítőszert (cukor, méz stb), fagyasztott gyümölcsöt, csokoládét, mogyoróvajat, zúzott jeget, esetleg tejet, joghurtot vagy fagylatot. Állaga krémes, a jégkásánál viszkózusabb. A smoothie-kat az egészséges táplálkozás részének tekintik és az egészségtudatos embereket megcélozva reklámozzák, illetve éttermekben is az egészséges menü részeként szerepelnek. Az Egyesült Államokban először az 1960-as években kezdték el forgalmazni, majd az 1990-es években vált széles körben népszerűvé: előbb az éttermek kínálatában, majd palackozott formában a kiskereskedelemben is megjelent. 

## Története
Gyümölcspépalapú italokat az 1930-as években kezdtek el árusítani egészséges élelmiszereket forgalmazó boltok az Egyesült Államokban nyugati partján; az italok receptje Brazíliából ered. Az 1940-es években megjelent Waring Blendor szakácskönyvben már szerepel banana smoothie (banánsmoothie) és pineapple smoothie (ananászsmoothie). A smoothie vagy smoothee megnevezést a turmixgéppel készített ételekre kezdték használni az amerikai könyvekben, magazinokban megjelent receptekben. A smoothie-k népszerűsége a makrobiotikus vegetarianizmus térhódításával kezdett nőni az 1960-as évek közepén. Az első védjegyzett smoothie a paramusi (New Jersey, USA) California Smoothie Company által forgalmazott California Smoothie volt, mely az 1970-es évek közepén jelent meg. Az 1960-as és 1970-es évek smoothie-jai főként gyümölcsből, gyümölcsléből és jégből készültek, de az 1970-es években már megjelentek a tejjel készült változatok is, például a turmix (fruit shake).
Az 1970-es évek elején Stephen Kuhnau, a Smoothie King nevű étteremlánc egyik alapítója, kevert gyümölcsitalokat kezdett árulni smoothie néven; szerinte a kifejezést már a hippik által készített gyümölcs- és gyümölcsléalapú italokra is használták az 1960-as években. 1980-ra az egészséges életmód terjedésével megindult az étrendkiegészítő adalékokkal dúsított termékek forgalmazása is. Ekkor jelentek meg az első, kifejezetten gyümölcslé és smoothie forgalmazásával foglalkozó bárok. 1990-től kezdték el forgalmazni a joghurttal sűrűbbé tett smoothie-kat. A 2000-es évekre a gyümölcslé- és smoothie-forgalmazás több milliárd dolláros üzletággá vált.
Az gyümölcsalapú pépek a mediterrán, a közel-keleti és az indiai konyhában is ismertek: ilyen például a sörbet, amely joghurtból, mézből és friss gyümölcsökből készül. Indiában a mangósmoothie-nak van hagyománya, amely mangópürét, zúzott jeget, tejet és nádcukrot tartalmaz. Dél-Indiában az ananászalapú, tej nélkül készült jeges smoothie a népszerűbb. Smoothie-kat alkoholmentes és alkoholos koktélok készítéséhez is fel lehet használni.